# Mistrzostwa Ameryki U-16 w koszykówce mężczyzn
Mistrzostwa Ameryki U-16 w koszykówce mężczyzn (oficjalna nazwa:FIBA U16 AmeriCup) – mistrzostwa kontynentu amerykańskiego w koszykówce mężczyzn do lat 16, zainaugurowane w 2009 roku. Są rozgrywane co dwa lata, a ich zwycięzca awansuje do mistrzostw świata U–17.

## Medaliści
| Rok  | Gospodarz                  |                   | Finał             | Finał      | Finał      |        | Mecz o 3. miejsce | Mecz o 3. miejsce | Mecz o 3. miejsce |
| Rok  | Gospodarz                  | Mistrz            | Wynik             | Wicemistrz | 3. miejsce | Wynik  | 4. miejsce        |                   |                   |
| ---- | -------------------------- | ----------------- | ----------------- | ---------- | ---------- | ------ | ----------------- | ----------------- | ----------------- |
| 2009 | Argentyna · (Mendoza)      | Stany Zjednoczone | 101–87            | Argentyna  | Kanada     | 106–81 | Wenezuela         |                   |                   |
| 2011 | Meksyk · (Cancún)          | Stany Zjednoczone | 104–64            | Argentyna  | Kanada     | 86–65  | Portoryko         |                   |                   |
| 2013 | Urugwaj · (Maldonado)      |                   | Stany Zjednoczone | 94–48      | Argentyna  |        | Kanada            | 62–50             | Portoryko         |
| 2015 | Argentyna · (Bahía Blanca) |                   | Stany Zjednoczone | 77–60      | Kanada     |        | Argentyna         | 74–59             | Dominikana        |
| 2017 | Argentyna · (Formosa)      |                   | Stany Zjednoczone | 111–60     | Kanada     |        | Portoryko         | 78–67             | Argentyna         |
| 2019 | Brazylia · (Belém)         |                   | Stany Zjednoczone | 94–77      | Kanada     |        | Dominikana        | 80–77             | Argentyna         |
| 2021 | Meksyk · (Xalapa)          |                   | Stany Zjednoczone | 90–75      | Argentyna  |        | Kanada            | 92–76             | Dominikana        |
| 2023 | Meksyk · (Mérida)          |                   | Stany Zjednoczone | 118–36     | Kanada     |        | Portoryko         | 86–76             | Argentyna         |
| 2025 | Meksyk · (Ciudad Juárez)   |                   | Stany Zjednoczone | 108–71     | Kanada     |        | Wenezuela         | 84–76             | Portoryko         |

## Klasyfikacja medalowa
| Miejsce | Kraj              | Złoto | Srebro | Brąz | Razem |
| ------- | ----------------- | ----- | ------ | ---- | ----- |
| 1       | Stany Zjednoczone | 9     | 0      | 0    | 9     |
| 2       | Kanada            | 0     | 5      | 4    | 9     |
| 3       | Argentyna         | 0     | 4      | 1    | 5     |
| 4       | Portoryko         | 0     | 0      | 2    | 2     |
| 5       | Dominikana        | 0     | 0      | 1    | 1     |
| 5       | Wenezuela         | 0     | 0      | 1    | 1     |
| Razem   | Razem             | 9     | 9      | 9    | 27    |

## Szczegóły występów
| Reprezentacja     | 2009 | 2011 | 2013 | 2015 | 2017 | 2019 | 2021 | 2023 | 2025 | Razem |
| Argentyna         | 2    | 2    | 2    | 3    | 4    | 4    | 2    | 4    | 8    | 9     |
| Bahamy            | 7    | -    | 7    | -    | -    | -    | -    | -    | -    | 2     |
| Brazylia          | 5    | 5    | -    | 5    | -    | 5    | 5    | 5    | 5    | 7     |
| Chile             | -    | 6    | 5    | -    | -    | -    | 8    | -    | -    | 3     |
| Dominikana        | -    | -    | -    | 4    | 5    | 3    | 4    | 6    | 6    | 6     |
| Kanada            | 3    | 3    | 3    | 2    | 2    | 2    | 3    | 2    | 2    | 9     |
| Kostaryka         | -    | 8    | -    | -    | -    | -    | -    | -    | -    | 1     |
| Meksyk            | 8    | 7    | 8    | 8    | 6    | 7    | 6    | 7    | 7    | 9     |
| Paragwaj          | -    | -    | -    | -    | 8    | -    | -    | -    | -    | 1     |
| Portoryko         | 6    | 4    | 4    | 6    | 3    | 6    | 7    | 3    | 4    | 9     |
| Stany Zjednoczone | 1    | 1    | 1    | 1    | 1    | 1    | 1    | 1    | 1    | 9     |
| Urugwaj           | -    | -    | 6    | -    | -    | 8    | -    | 8    | -    | 3     |
| Wenezuela         | 4    | -    | -    | 7    | 7    | -    | -    | -    | 3    | 4     |

## MVP
| Rok  | Laureat MVP             |
| ---- | ----------------------- |
| 2009 | Bradley Beal            |
| 2011 | Jabari Parker           |
| 2013 | Malik Newman            |
| 2015 | Gary Trent Jr.          |
| 2017 | Vernon Carey            |
| 2019 | Christopher Livingstone |

## Rekordy mistrzostw

### Indywidualne rekordy spotkania
Stan na 4 marca 2016 roku, na podstawie.
Najwięcej punktów
* 36 – F. Grolla De Leon  Urugwaj vs. Bahamy – 14.06.2013
Najwięcej celnych rzutów z gry
- 12 – Nicholas Aguirre  Chile vs. Urugwaj – 15.06.2013
- 12 – F. Grolla DeLeon  Urugwaj vs. Bahamy – 14.06.2013
- 12 – Raul Borquez Almada  Meksyk vs. Brazylia – 20.06.2009

Najwięcej oddanych rzutów z gry
- 31 – Michael Carey  Bahamy vs. Meksyk –	19.06.2009

Najwyższa skuteczność rzutów z gry
- 100% (7-7) – Jahlil Okafor  Stany Zjednoczone vs. Argentyna – 25.06.2011

Najwięcej celnych rzutów za 3 punkty
- 7 – Gary Trent Jr.  Stany Zjednoczone vs. Dominikana – 11.06.2015
- 7 – Bradley Beal  Stany Zjednoczone vs. Argentyna – 21.06.2009

Najwięcej oddanych rzutów za 3 punkty
- 17 – Angel Lugo  Meksyk vs. Kanada – 11.06.2015

Najwyższa skuteczność rzutów za 3 punkty
(minimum 4 celne)
- 100 (5-5) – Guillermo Aliende  Argentyna vs. USA – 12.06.2013
- 100 (4-4) – Tyrell Bellot-Green  Kanada vs. Chile – 21.06.2011

Najwięcej celnych rzutów wolnych
- 15 – Miguel Cartagena  Portoryko vs. Kanada – 22.06.2011

Najwięcej oddanych rzutów wolnych
- 17 – Yago Dos Santos  Brazylia vs. Dominikana –	10.06.2015
- 17 – Gabriel Deck  Argentyna vs. Brazylia – 23.06.2011
- 17 – Miguel Cartagena  Portoryko vs. Kanada – 22.06.2011
- 17 – Milton Jimenez  Kostaryka vs. Brazylia – 22.06.2011
- 17 – Michael Carey  Bahamy vs. Meksyk – 19.06.2009

Najwyższa skuteczność rzutów wolnych
(minumum 10 celnych)
- 100% (12-12) – Alonzo Frink  Dominikana vs. Brazylia – 10.06.2015

Najwięcej zbiórek
- 25 – F. Grolla DeLeon  Urugwaj vs. Bahamy – 14.06.2013

Najwięcej asyst
- 12 – Nicholas Aguirre  Chile vs. Meksyk – 14.06.2013

Najwięcej bloków
- 8 – Aaron Gordon  Stany Zjednoczone vs. Kostaryka – 23.06.2011

Najwięcej przechwytów
- 9 – Alvaro Merlo  Argentyna vs. Kostaryka – 21.06.2011

### Indywidualne rekordy zawodów
Najwięcej punktów
- 112 (22,3) – Miguel Cartagena ( Portoryko) – 2011

Najwięcej celnych rzutów z gry
- 41 – Aaron Gordon ( Stany Zjednoczone) – 2011
- 41 – Michael Carey ( Bahamy) – 2009

Najwięcej oddanych rzutów z gry
- 102 – Michael Carey ( Bahamy) – 2009

Najwyższa skuteczność rzutów z gry
(minimum 3 oddane rzuty w meczu)
- 88,2% (15-17) – Jalen Hill ( Stany Zjednoczone) – 2015

Celne rzuty za 3 punkty
- 20 – Angel Lugo ( Meksyk) – 2015

Oddane rzuty za 3 punkty
- 60 – Salvador Martinez ( Meksyk) – 2015

Najwyższa skuteczność rzutów za 3 punkty
(minimum dwa oddane rzuty w meczu)
- 61,5% (8-13) – Chris McComber ( Kanada) – 2011

Najwięcej celnych rzutów wolnych
- 41 – Milton Jimenez ( Kostaryka) – 2011

Najwięcej oddanych rzutów wolnych
- 67 – Milton Jimenez ( Kostaryka) – 2011

Najwyższa skuteczność rzutów wolnych
(minimum dwa oddane rzuty w meczu)
- 93,3% (26-30) – Miguel Cartagena ( Portoryko) – 2011

Najwięcej zbiórek
- 79 (15,8) – Michael Carrera ( Wenezuela) – 2009

Najwięcej asyst
- 30 (6) – Nicholas Aguirre ( Chile) – 2013

Najwięcej bloków
- 18 (3,6) – Thomas Bryant ( Stany Zjednoczone) – 2013

Najwięcej przechwytów
- 21 (4,2) – Nicholas Aguirre ( Chile) – 2013